# 白额啄木
屬於啄木鸟科食果啄木鳥屬。 主要分布于南美洲的玻利维亚、巴拉圭和阿根廷等地區。自然栖息地包括了亚热带或热带干林和热带干灌木叢以及熱帶高海拔灌木叢。

## 描述
此鳥類成年體長約17公分。雌雄外觀相似，但雄鳥頭頂有紅色斑塊，然則此斑塊並非常見。其頭頂、頸部及上半身為亮黑色，唯背部中央有一條由白色枕斑延伸而下的白線。眼周黑色，並延伸至背部。其翼部羽毛呈藍黑色，並具有明顯的白色條紋，下覆羽為褐色。尾羽為黑色，綴以白色斑紋，下覆羽則呈褐色。額頭及臉頰為白色，下頷及頸部羽毛則常見白色、黃色或褐色。成鳥胸腹部呈灰色，腹部兩側及下腹有不明顯的條紋。虹膜紅褐色，喙及腿灰色。幼鳥體色與成鳥相似，但整體羽色較灰，下體條紋較明顯，雌雄個體頭頂皆具紅色或橙色。

## 分佈和棲息地
該鸟的棲息地主要在南美洲的中部。其分布范围包括秘鲁东南部、玻利维亚、乌拉圭、阿根廷北部、巴拉圭和巴西东南部等地。其主要棲息地為查科地區、樹木稀疏的草原以及散佈樹木、灌木和仙人掌的沙漠地區。此鳥種亦見於棕櫚林、河谷森林及農田等散佈樹木之區域。棲息地海拔高度可達2500公尺，屬留鳥。

## 物種狀態
該鳥的活動範圍很廣大，族群的數量較為穩定，沒有發現其他的威脅。這種鳥為一種較常見的物種，國際自然保護聯盟（IUCN）將其保護狀況評估為「無危物種」。

## 外部連結
- 维基共享资源上的相關多媒體資源：白额啄木
- 維基物種上的相關：白额啄木